# Antonio Sanguinetto
Antonio Leonardo Sanguinetto (Avellaneda; 26 de noviembre de 1937) fue un futbolista argentino que jugaba como portero, tuvo en su trayectoria clubes de Argentina, Chile, Perú y Ecuador. Se inició en las inferiores del Racing Club de Avellaneda, su pueblo natal.

## Equipos
| Club                     | País      | Año       |
| ------------------------ | --------- | --------- |
| Racing Club (inferiores) | Argentina | 1959-1960 |
| Newell's Old Boys        | Argentina | 1960-1961 |
| Santiago Wanderers       | Chile     | 1962-1963 |
| Universidad Técnica      | Chile     | 1964      |
| El Porvenir              | Argentina | 1965      |
| Colón de Santa Fe        | Argentina | 1966      |
| Alfonso Ugarte           | Perú      | 1966-1967 |
| Barcelona SC             | Ecuador   | 1967      |
| Juan Aurich              | Perú      | 1968      |
| Alianza Lima             | Perú      | 1969      |
| Porvenir Miraflores      | Perú      | 1970      |